# Kartografie

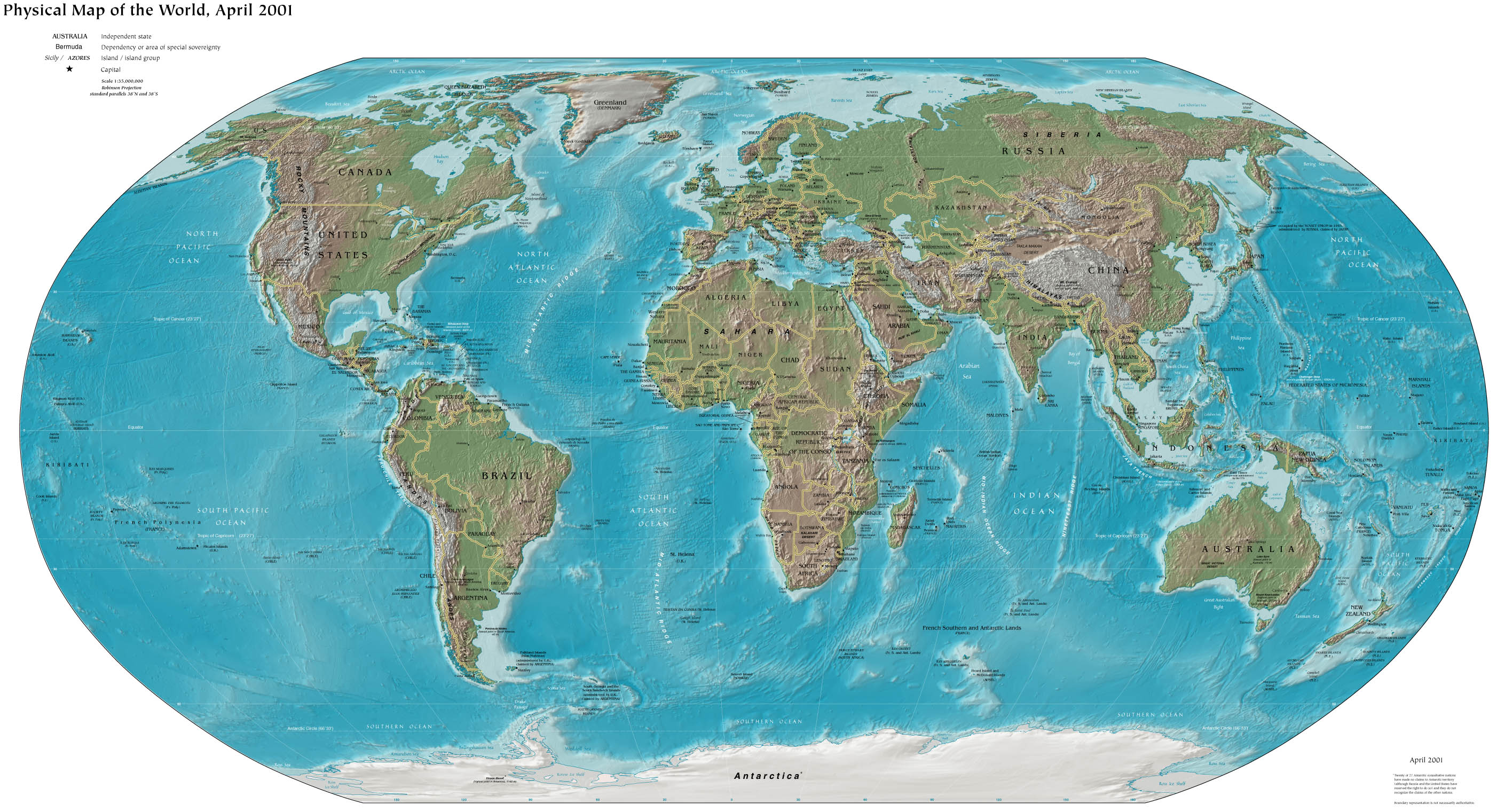
Weltkarte

Kartografie (auch Kartographie) ist die Wissenschaft und Technik zur Darstellung von Himmelskörpern in topografischen und thematischen Karten, im einfachsten Fall Landkarten. Allgemeiner definiert, vermittelt und veranschaulicht sie raumbezogene Informationen (zum Beispiel Geoinformation) mit analogen und digitalen Verfahren für unterschiedliche Medien. Die Hersteller dieser Medien heißen Kartografen.

## Definitionen
Darstellungsgegenstände der Kartografie sind die Erde und ihre Oberfläche, daneben auch Planeten, Monde und andere Himmelskörper. Insbesondere die Erdoberfläche mit ihren mannigfaltigen Gegebenheiten (Gelände, Gewässer, Bewuchs, Verkehrswege, Landnutzung usw.), mit ihren geowissenschaftlichen und infrastrukturellen Sachverhalten und mit ihren sozialen, politischen und historischen Prozessen fordert die Kartografie zu großer Methodenvielfalt heraus.
Das Fachgebiet lässt sich nach unterschiedlichen Kriterien einteilen. Sinnvoll ist zumindest die Unterteilung in „theoretische Kartografie“ und „angewandte Kartografie“, auch „praktische Kartografie“ genannt. Letztere lässt sich in „gewerbliche Kartografie“ (Kartenverlage) und „amtliche Kartografie“ gliedern. Aber auch andere Gliederungen, z. B. nach Themenbereichen, sind möglich und gebräuchlich.
In der Kartografie unterscheidet man verschiedene Veranschaulichungsmedien, an erster Stelle natürlich die Karte, aber auch mit ihr verwandte Darstellungsweisen, wie Globen, Panoramen oder Relief-Darstellungen des Geländes. Zu diesen traditionellen Veranschaulichungsmedien sind in letzter Zeit einige moderne hinzugekommen, z. B. GIS- und andere Computerprogramme, mit deren Hilfe raumbezogene Informationen als Grafiken, Bilder, Fotos, Filme oder als dreidimensionale Modelle statisch oder interaktiv präsentiert werden.
Alte, schmuckvoll ausgestaltete Karten, aber auch die Kunstfertigkeit der Topografen und Kartografen werden häufig auch unter künstlerischen Aspekten betrachtet.
Der Begriff „Kartografie“ hat sich um 1828 herausgebildet. Der zusammengesetzte Ausdruck geht auf die altgriechischen Wörter χάρτης (chártēs ‚Karte‘) und γραφή (graphḗ ‚Schrift‘) zurück.
Die Arbeitsgemeinschaft der Vermessungsverwaltungen (AdV) der deutschen Bundesländer und die Deutsche Gesellschaft für Kartographie e. V. (DGfK) schreiben weiterhin Kartographie, während sich in der Privatwirtschaft, in Österreich und im amtlichen Gebrauch der Schweiz die Schreibweise Kartografie durchgesetzt hat.

## Einführung

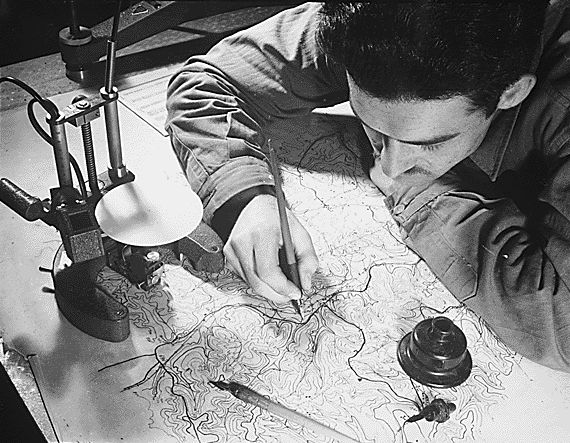
Ein Kartograf bei der Arbeit (1943)

Die Hauptaufgabe und damit das Kernproblem der Kartografie besteht darin, komplexe, im Originalraum – im Maßstab 1:1 – sich ereignende Phänomene, Sachverhalte und Prozesse auf einer maßstäblich erheblich verkleinerten Darstellungsfläche (Kartenblatt, Bildschirm) abzubilden und zu beschreiben. Um dies sinnvoll zu ermöglichen, müssen die Kartografen aus der Fülle der Originaldaten die wichtigsten oder typischen auswählen oder zusammenfassen und für die Darstellung generalisieren. Zur Veranschaulichung der darstellungswürdigen Informationen dient vor allem ein System kartografischer Zeichen (Signaturen). Das Generalisieren der Originaldaten und die Gestaltung und Anordnung der Signaturen müssen so ausgeführt werden, dass der Benutzer des kartografischen Produkts die zu vermittelnden Informationen leicht aufnehmen und verstehen kann. Letztlich soll vom Originalraum, z. B. einem Erdoberflächenausschnitt, ein Modell in Form des kartografischen Produkts erstellt werden, das es dem Nutzer ermöglicht, eine Vorstellung vom Original zu gewinnen und seine im Gedächtnis befindliche kognitive Karte zu erweitern oder zu korrigieren.
Ein weiteres Problem in der Kartografie ist die Dreidimensionalität der Erde. Um größere Ausschnitte der Erdoberfläche oder gar die gesamte Erdkugel in der zweidimensionalen Darstellungsfläche einer Karte abzubilden, bedarf es deshalb besonderer Verfahren der Kartenprojektion, denen sich die mathematische Kartografie widmet.
Zur räumlichen Festlegung (Geokodierung) der in der Karte darzustellenden Gegenstände und Sachverhalte wird in der großräumigen Kartografie mit geozentrischen Koordinaten, mit Längen- und Breitengraden gearbeitet, während die kleinräumige Kartografie bei der Darstellung geographischer Objekte mit einer Ausdehnung von unter 800 km in einer Richtung die Erdkrümmung noch vernachlässigen oder mit Korrekturfaktoren ausgleichen kann. Dort, vor allem für einzelne Länder, kommen lokale, kartesische Koordinatensysteme zum Einsatz, so etwa die Gauß-Krüger-Koordinaten in Deutschland. Auch das weltweite UTM-Koordinatensystem definiert, unterteilt in 800 km breite vertikale Streifen, 60 kleinräumige metrische Koordinatensysteme, die – sich teilweise überlappend – die Erde von West nach Ost umspannen.
Für die meisten Erwachsenen geschieht die basiskartografische Arbeit (Kartenverständnis und Kartennutzungsformen) in der allgemeinbildenden Schule (Heimatkunde- bzw. Sachkundeunterricht und Geographieunterricht). „Es sollte nie übersehen werden, daß die Einstellung zur Karte bzw. zur Kartennutzung im Leben maßgeblich während der Schulzeit geprägt wird.“

## Geschichte der Kartografie

### Antike und Mittelalter

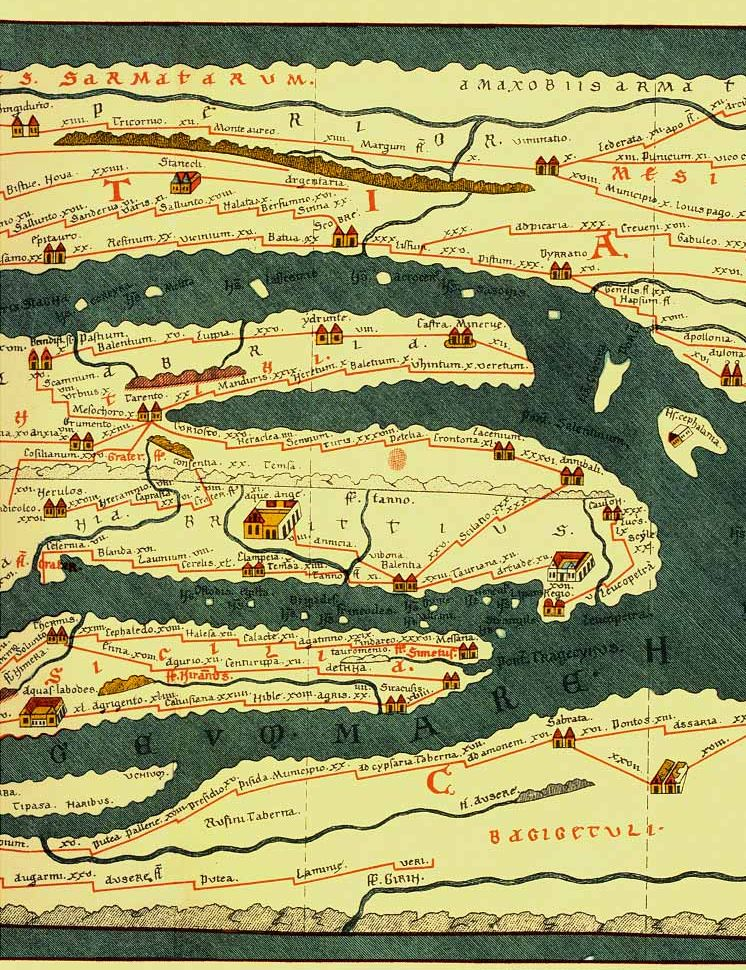
Tabula Peutingeriana (Ausschnitt)

Die ältesten Karten stammen bereits aus dem Neolithikum. Eine Wandmalerei zeigt eine  Siedlung um 6200 v. Chr. mit ihren Häusern und dem Doppelgipfel des Vulkans Hasan Dağı (Grenzgebiet der Provinzen Aksaray und Niğde (Region Kappadokien) in der Türkei). Bedeutende frühe Zeugnisse stammen aus der babylonischen Zeit. Den ersten ernsthaften Versuch, eine brauchbare Karte unter mathematischen und geometrischen Kenntnisse anzufertigen, unternahm Anaximander, ein Schüler des Thales, um 541 v. Chr.
Als für die weiteren Epochen prägend sollte das Weltbild des Griechen Ptolemäus (um 100 n. Chr.) werden. In den ältesten Manuskripten seiner Kosmografie finden sich Handzeichnungen von Karten. Das Werk war jedoch im Kern ein Verzeichnis astronomischer Positionen mit der astronomischen Breite und astronomischen Länge. Die Werke von Ptolemäus, obwohl noch stark fehlerhaft, erfuhren nach über 1000 Jahren durch den einsetzenden Buchdruck um 1450 eine erhebliche Verbreitung. Erst die verstärkte weltweite Seefahrerei um 1500 und die Werke Gerhard Mercators läuteten eine Wende hin zu mehr Realitätsnähe bei der Kartografie ein.
Ferner ist aus römischer Zeit die Tabula Peutingeriana erhalten, eine von West nach Ost unnatürlich verzerrte Straßenkarte des römischen Reichs mit Angabe der Militärstationen und Entfernungsangaben in Meilen.
Im Mittelalter entstanden die ersten Kartenwerke von muslimischen Geographen, die auf der Grundlage neuerer Beobachtungen, Messungen und Entdeckungen das im 8. Jahrhundert ins Arabische übersetzte Werk des Ptolemäus korrigierten und die europäische Kartografie erheblich beeinflussten. Hervorzuheben sind hier al-Istakhris Karten aus dem 10. Jahrhundert, und die im Auftrag König Rogers II. von Sizilien 1154 angefertigte Weltkarte Charta Rogeriana von Abu Abdallah al-Idrisi (auch Weltkarte des Idrisi genannt).
Im späten Mittelalter entstanden die Mappae mundi mit ihren bekanntesten Vertretern, der Ebstorfer Weltkarte (ca. 1235) und der Hereforder Weltkarte (ca. 1270). Parallel gab es bereits recht genaue Karten des Mittelmeeres, die sogenannten Portolankarten. Das Bild am Ende des Mittelalters zeigt der Globus des Nürnberger Gelehrten Martin Behaim von 1492.

### Frühe Neuzeit
Deutliche Fortschritte machte die Kartografie ab dem 16. und 17. Jahrhundert. Allmählich vollzog sich die Emanzipation von Ptolemäus, die Adaption bestimmter Kartenprojektionen, die Auswechslung fabelhafter und hypothetischer Ausfüllung mit den Ergebnissen neuer Entdeckungen im Bereich des asiatischen und amerikanischen Kontinents.
Im Jahre 1507 gab Martin Waldseemüller zusammen mit Matthias Ringmann einen Globus und eine Weltkarte sowie eine „Einführung in die Kosmografie“ heraus. Die ersten modernen Atlanten entstanden. Ein Meilenstein ist der Atlas von Abraham Ortelius (Theatrum Orbis Terrarum) mit 70 Karten in der Erstausgabe (1570). Die Niederländer gaben nun in der Kartografie den Ton an. Der von Gerhard Mercator konzipierte Atlas erschien zunächst als unvollständige Fassung mit 51 Karten (1585).
In der frühen Neuzeit kam es auch in der Kartografie benachbarten Sektoren zu Neuerungen, die vor allem für Reisende von praktischem Nutzen waren. Die Reisekarte (ein Vorläufer des Straßenatlas), die Meilenscheibe (eine Frühform der Entfernungstabelle), der Stadtplan und der Vogelschauplan, die Stadtansicht aus der Vogelschau, eröffneten Druckern und Verlegern Verdienstchancen.
Im 18. Jahrhundert war der Landkartenstich, wie der Buchdruck, ein Gewerbe geworden. Bedeutend waren deutsche Zentren wie Nürnberg (Johann Baptist Homann) und Augsburg (Matthäus Seutter).

### 18. bis 20. Jahrhundert

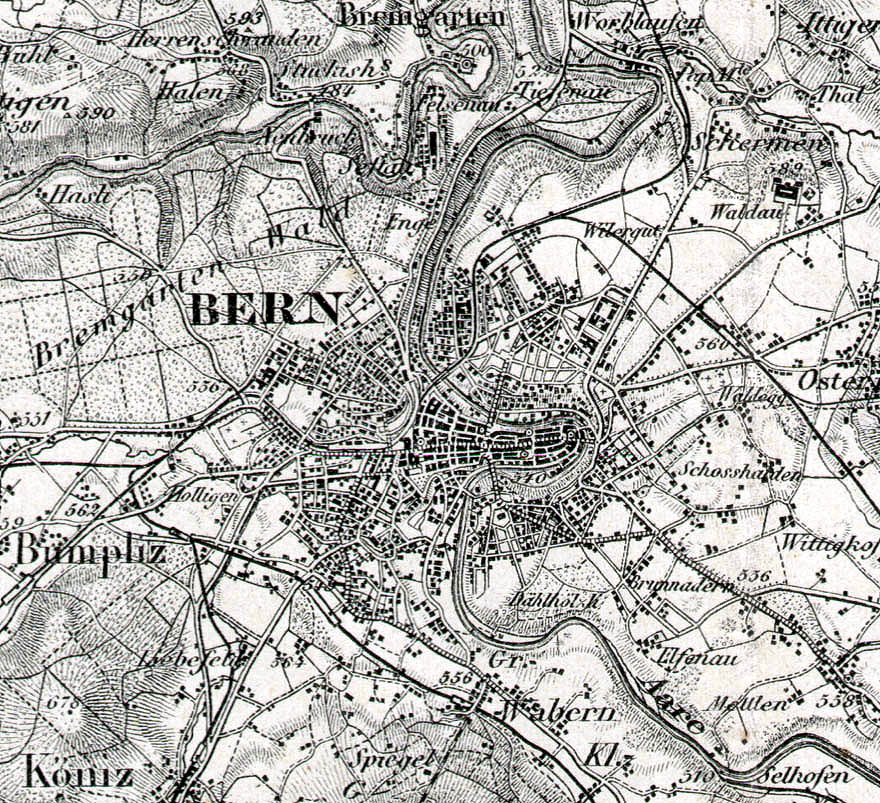
Bern auf der Dufourkarte

Durch die an seine früheren geographischen Schriften angelehnte Herausgabe der Curieusen Gedancken von den vornehmsten und accuratesten Land-Charten wurde der Geograph und Universalgelehrte Johann Gottfried Gregorii alias MELISSANTES im Jahr 1713 neben Caspar Gottschling und etwas später Eberhard David Hauber zum Mitbegründer der Kartenkunde und initiierte endgültig die Aufarbeitung der Kartografiegeschichte. In diesem Grundlagenwerk schlägt Gregorii Karteneinteilungen, Signaturen und Qualitätsmerkmale vor, beschreibt den Stand der Kartographie um 1700 und präsentiert mehr als 120 Biogramme bedeutender Kartographen. Der mit Johann Baptist Homann kooperierende Kartografietheoretiker vertextete selbst kleinformatige Schulatlanten, welche Johann Christoph Weigel ab 1717 in Nürnberg unter dem Titel ATLAS PORTATILIS herausgab.
Mit Jacques und César Cassini, welche 1750 bis 1793 die große Triangulation von Frankreich und die darauf begründete große topografische Karte vollendeten, begann die Zeit der genauen topografischen Landesaufnahmen und der kritischen Bearbeitung der Karten. Französische Wissenschaftler und Offiziere beeinflussten die Kartografie nun entscheidend.
Genauere Landesvermessungen beschränkten sich damals jedoch auf flache Landstriche, während das Hochgebirge allenfalls schematisch dargestellt wurde. Erst die innovative Tätigkeit der zwei ersten Bauernkartografen aus Tirol, Peter Anich und Blasius Hueber, überwand diesen Mangel mit den Arbeiten zum Atlas Tyrolensis (1760–1774) durch geeignete Triangulationen, gut tragbare Messinstrumente, eigene Bergprojektionen und Lichteinfall aus dem Süden oder Westen. Erstmals stellten sie auch Gletscher- und Almregionen präzise dar.
Mitte des 19. Jahrhunderts wurde von General Guillaume-Henri Dufour ein Kartenwerk 1:100 000 der Schweiz mit einer Beleuchtungsrichtung aus Nordwest erstellt. Diese Beleuchtungsrichtung wurde in der Folge von vielen Kartografen übernommen. Es wurde dank der Erfindung der Lithografie auch möglich, Karten mehrfarbig zu drucken. Dadurch wurde das Kartenbild anschaulicher. Das 19. Jahrhundert ist ferner die Hochblüte der Atlaskartografie in Deutschland. Bedeutende Namen in diesem Kontext sind Adolf Stieler und Richard Andree.
Wie in anderen Bereichen auch, brachte das 20. Jahrhundert mehrfach einen radikalen Umbruch der kartografischen Originalherstellung und Reproduktion. Mit der Fernerkundung und Photogrammetrie wurde eine neue reichhaltige Datenquelle, das Luft- und Satellitenbild, gefunden, die heute nicht mehr wegzudenken ist. Mit dem Aufkommen des Computers hat sich das Bild der Kartografie stark gewandelt. Im Rahmen der Etablierung von Routenplanern auf CD-ROM und als Online-Dienst sowie von GPS-Navigationssystemen hat sich die Entwicklung in vielen Produkten niedergeschlagen.

## Qualitätsmerkmale kartografischer Produkte

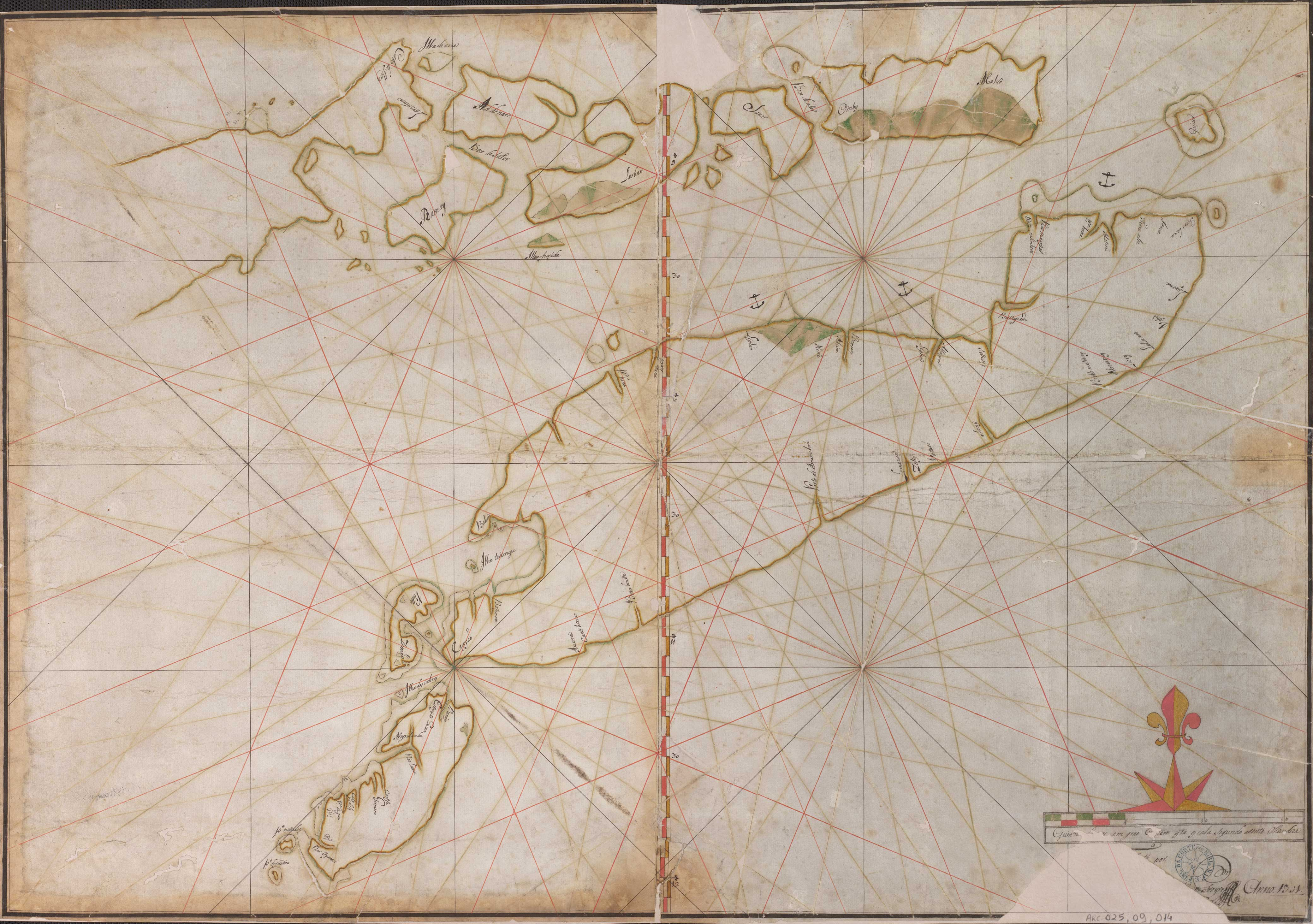
Die Qualität dieser Karte der Insel Timor von 1731 lässt noch sehr zu wünschen übrig

Um die Qualität kartografischer Produkte zu bewerten, müssen sie nach mehreren Kriterien geprüft werden. Zu unterscheiden sind hier herkömmliche gedruckte Karten und moderne Formen der digitalen Kartendarstellung. Gedruckte kartografische Erzeugnisse sind in der Regel Grundriss-Darstellungen, das Gelände wird quasi „von oben“ betrachtet. Daraus ergeben sich relativ klar definierte Genauigkeits- und sonstige Qualitätskriterien.

### Qualität gedruckter Karten
Die Qualität herkömmlicher (gedruckter) Karten wird meistens an Eigenschaften wie Vollständigkeit des Karteninhalts, Genauigkeit, Lesbarkeit und Verständlichkeit der Kartendarstellung sowie Ästhetik der kartografischen Gestaltung festgemacht.

#### Vollständigkeit
Vollständigkeit ist gegeben, wenn die Karte – gemessen an der Zweckbestimmung und dem Maßstab – die in der Wirklichkeit vorhandenen Gegenstände und Sachverhalte komplett wiedergibt.

#### Genauigkeit
Bei der Genauigkeit einer Karte wird im Allgemeinen nach geometrischer und semantischer (thematischer) Genauigkeit unterschieden. Eine Karte ist geometrisch genau, wenn die benutzten Kartenzeichen (Signaturen) die ihnen entsprechenden raumbezogenen Objekte im Rahmen der maßstabs- und generalisierungsbedingten Darstellungsmöglichkeit an der richtigen Position und im korrekten geometrischen Zusammenhang abbilden. Sie ist semantisch genau, wenn die in der Karte benutzten Kartenzeichen die Bedeutung der ihnen entsprechenden raumbezogenen Objekte korrekt wiedergeben.

#### Lesbarkeit und Verständlichkeit
Lesbarkeit und Verständlichkeit einer Karte treffen zu, wenn der Kartenbenutzer sich beim Lesen der Karte schnell und leicht ein zutreffendes Bild von der dargestellten Wirklichkeit machen kann. Dies lässt sich an verschiedenen Merkmalen festmachen. Grafisch gut gestaltete Kartenzeichen mit hoher Symbolkraft und sinnvoller Farbgebung erleichtern das Verständnis („selbsterklärende“ Karte oder naturrealistische Karte). Eine gute Generalisierung trägt dazu bei, dass die wesentlichen und typischen Objekte oder Sachverhalte wiedergegeben werden und die Karte weder zu leer, noch zu überladen wirkt. (Dies darf nicht damit verwechselt werden, dass eine Karte auf Grund unterschiedlicher darzustellender Gegebenheiten – z. B. dicht besiedelte Gebiete und große Landwirtschaftsflächen – naturgemäß unterschiedlich dicht wirkt.)
Beispiele zur Lesbarkeit und Verständlichkeit:
- Symbolkraft: In einem Stadtplan wird ein Krankenhaus durch ein rotes Kreuz, eine Postfiliale durch ein gelbes Posthorn versinnbildlicht.
- Farbgebung: Auch Farben haben eine große Symbolwirkung, die bei der Gestaltung einer Karte eingesetzt werden kann. So werden z. B. Siedlungen in der Regel rot, Gewässer blau, Wälder grün dargestellt. Dabei ist darauf zu achten, dass Farben nicht zu fein abgestuft werden, denn ein Benutzer kann höchstens drei verschiedene Abstufungen derselben Farbe auf der Kartenlegende wiedererkennen. Die Farberkennbarkeit ist stark abhängig von der benachbarten Farbe und von der Kontrastwirkung.
- Generalisierung von bebauten Gebieten: Während in einer Karte 1:5000 noch jedes Gebäude dargestellt wird, müssen im Maßstab 1:50.000 mehrere Gebäude zu einer Gebäudesignatur zusammengefasst dargestellt werden. Im Maßstab 1:500.000 können überhaupt keine Gebäude mehr dargestellt werden; hier wird ein bebautes Gebiet durch eine farbige Fläche dargestellt.
- Generalisierung von Straßen: Die Begrenzungslinien einer 25 m breiten Straßenanlage haben im Maßstab 1:10.000 einen Abstand von 2,5 mm. Eine solche Doppellinie ist gut lesbar. Im Maßstab 1:100.000 hätten die beiden Linien bei maßstäblicher Darstellung aber nur einen Abstand von 0,25 mm und wären nicht mehr als Doppellinie erkennbar. Damit die Karte verständlich bleibt, wird die Straße durch eine doppellinige Signatur dargestellt, deren beide Linien einen Abstand von mindestens 1 mm haben, auch wenn dies im Maßstab 1:100.000 einer viermal zu großen Straßenbreite von 100 m entspricht
- Mangelhafte Generalisierung: Eine Karte muss immer dann als mangelhaft beanstandet werden, wenn sie ohne kartografische Bearbeitung und Generalisierung fotomechanisch oder digital verkleinert worden ist, so dass ihre Inhalte nicht mehr richtig interpretiert werden können oder gar unlesbar geworden sind.

#### Ästhetik der kartografischen Gestaltung
Obwohl nicht alle Menschen über ein gleiches ästhetisches Empfinden verfügen, lassen sich doch einige Merkmale nennen, an denen man eine den Betrachter ansprechende, schöne Karte erkennen kann. Abgesehen von den oben genannten Merkmalen, die erfüllt sein sollten, sprechen wohlgestaltete, harmonisch aufeinander abgestimmte Signaturen und eine dezente, aber aussagestarke und wirkungsvolle Farbgebung für eine gelungene Karte.

#### Politische oder wirtschaftliche Einflüsse
Die Qualität einer Karte kann generell auch dadurch beeinträchtigt sein, dass Staaten, in denen die Informationsfreiheit stark eingeschränkt ist, kartografische Produkte einer Zensur oder Beeinflussung unterwerfen. Trotz sorgfältiger kartografischer Arbeit und ansprechender Gestaltung können sie dann erhebliche geometrische oder semantische Mängel aufweisen.
Aus wirtschaftlichen Gründen setzen nicht alle Hersteller kartografischer Produkte Fachleute ein oder statten einen Auftrag finanziell angemessen aus. So kann es auch aus diesem Grunde zu qualitativ unbefriedigenden Ergebnissen kommen.

#### Sonderformen
Hingegen ist die qualitative Beurteilung bei den – meist ebenfalls der Kartografie zugeordneten – Reliefkarten und Alpenpanoramen kaum mehr objektiv möglich. Hier spielen die alpine Geländedarstellung und die in jedem Gebirge stark verzerrte Perspektive des Betrachters sowie seine Vorstellungskraft eine entscheidende Rolle. Die Mehrzahl der Nutzer können sich jedoch bei guten Panoramen die Berg- und Talschaften besser vorstellen als mittels noch so genauer Karten.

### Qualität digitaler Karten
In der modernen digitalen Kartografie, bei der raumbezogene Informationen an Bildschirmen und Displays statisch oder dynamisch angezeigt werden und Benutzer interaktiv kommunizieren können, reichen die Qualitätsmerkmale analoger Karten zur Beurteilung von Qualität nicht aus. Hier muss sich Qualität zusätzlich auf das gesamte Informationssystem und seine Komponenten, wie z. B. Datenbanken und Programme, beziehen. Man spricht hier deshalb zutreffender auch von Gebrauchstauglichkeit (engl. usability).

## Amtliche Kartografie

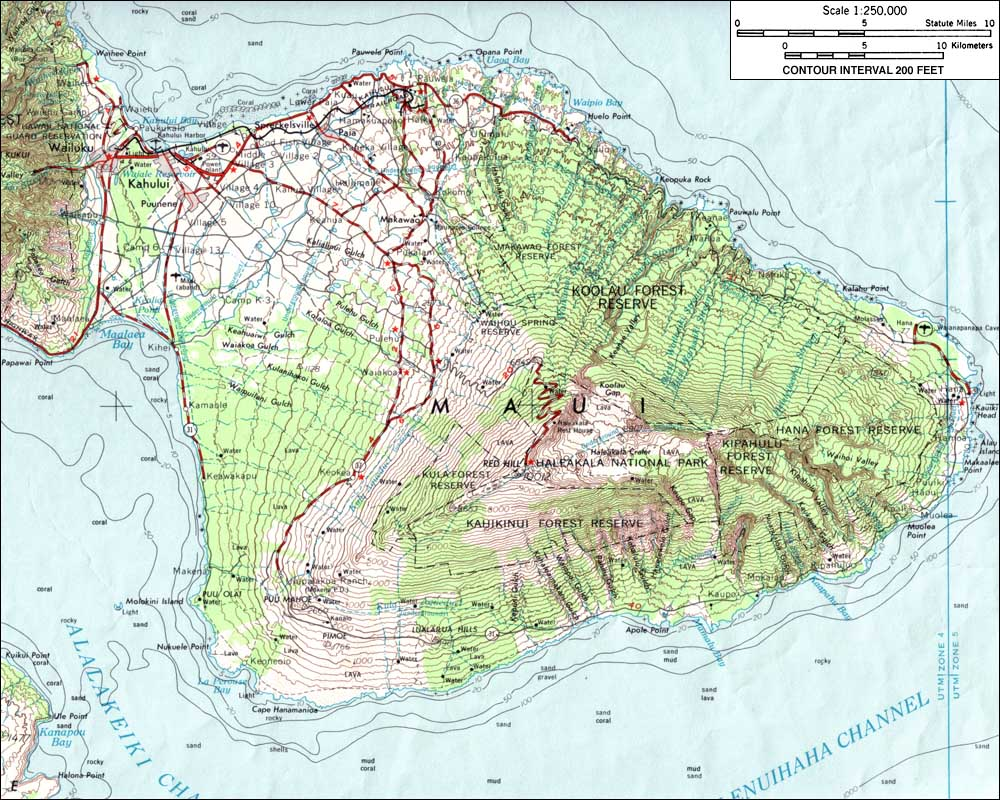
Beispiel amtlicher Kartografie

Im Bereich der amtlichen (behördlichen) Kartografie werden kartografische Erzeugnisse in öffentlicher Aufgabe von Behörden oder vergleichbaren öffentlichen Einrichtungen bearbeitet oder herausgegeben. Die öffentlichen, zum Teil auch auf einem Gesetz beruhenden Aufgaben bestehen darin, kartografische Mittel zum Zweck der Landesverteidigung, der öffentlichen Sicherheit und der allgemeinen Daseinsvorsorge einzusetzen. In diesem Sinne gehören zur amtlichen Kartografie die Führung, Herausgabe und Bereitstellung vor allem von
- amtlichen topografischen Kartenwerken,
- Seekarten und hydrogeografischen Karten
- militärgeografischen Kartenserien,
- geothematischen und geowissenschaftlichen Karten
- und detaillierten Liegenschaftskarten.

Amtliche Karten, vor allem topografische Karten, können in der Regel von jedermann käuflich erworben werden, soweit sie nicht einem öffentlichen Verwendungsvorbehalt unterliegen. Bei der Preisgestaltung amtlicher Karten ist zu berücksichtigen, dass die teils erheblichen Kosten für die Erfassung, Verarbeitung und grafische Präsentation der Geodaten aus Steuermitteln gedeckt werden. Der Verbraucher beteiligt sich mit dem Kaufpreis lediglich an den Kosten des Drucks, der Lagerhaltung und des Vertriebs bzw. der Datenaufbereitung und -bereitstellung.

### Deutschland
In Deutschland gehört die amtliche topografische Kartografie verfassungsrechtlich in die Gesetzgebungskompetenz der Länder. Diese nehmen die Aufgabe auf der Grundlage von Vermessungsgesetzen wahr und unterhalten dazu Landesvermessungsämter oder vergleichbare Einrichtungen. Zur Wahrnehmung übergeordneter geodätischer Aufgaben und vor allem für die Versorgung von Bundeseinrichtungen mit Geobasisdaten hat der Bund das Bundesamt für Kartographie und Geodäsie (BKG) mit Sitz in Frankfurt am Main eingerichtet. Die Länder haben mit dem Bund durch Verwaltungsabkommen vereinbart, dass das BKG die topografischen Karten und Daten 1:200 000 und kleinerer Maßstäbe für ganz Deutschland bearbeitet und herausgibt.
Amtliche geothematische Karten werden vom Bund, den Ländern und den Gemeinden je nach rechtlicher Zuständigkeit bearbeitet und herausgegeben. Hierzu zählen z. B. geowissenschaftliche Karten, Raumordnungs- und Landesplanungskarten oder Karten der Bauleitplanung.
Amtliche Seekarten insbesondere für die Navigation werden vom Bundesamt für Seeschifffahrt und Hydrografie (BSH) mit Sitz in Hamburg und Rostock bearbeitet und herausgegeben. Dies hat der Bund im Seeaufgabengesetz festgeschrieben.
In der DDR waren der Topographische Dienst Dresden mit der Außenstelle für Photogrammetrie (Luftbildauswertung) in Leipzig, der Topographische Dienst Erfurt und der Topographische Dienst Schwerin für das Landeskartenwerk (Ausgabe Volkswirtschaft), die Landeslage- und Landeshöhennetze und das Schwerenetz zuständig. Ab 1971 war das Kombinat Geodäsie und Kartographie mit der Verwaltung Vermessungs- und Kartenwesen, die dem Ministerium des Innern der DDR unterstellt war, für die amtliche Geodäsie und Kartografie zuständig. Darüber hinaus lagen verschiedene Aufgaben, wie beispielsweise das Landeskartenwerk (Ausgabe Staat) beim Militärtopographischen Dienst der NVA mit dem Militärkartographischen Dienst in Halle und dem Kartographischen Dienst Potsdam. Die amtlichen topografischen Karten basierten auf der Topographischen Karte der DDR mit einem Maßstab von 1 : 10.000 als Grundmaßstab.

### Österreich
Das Bundesamt für Eich- und Vermessungswesen (BEV) ist in Österreich für die amtliche Kartografie zuständig.

### Schweiz
Das Bundesamt für Landestopografie (swisstopo) ist in der Schweiz für die amtliche Kartografie zuständig.

## Studium
Als akademisches Studium ist Kartografie weltweit an fünf Universitäten und mehreren Fachhochschulen eingerichtet, im deutschen Sprachraum unter anderem an der TU Dresden (Fakultät Umweltwissenschaften; betreut durch das dortige Institut für Kartographie), an der HTW Dresden, der Hochschule München, der Technischen Universität Wien und der Universität Wien.

## Verlage
Seit 2001 vermindert sich der Marktanteil gedruckter Stadtpläne bzw. Straßenkarten pro Jahr um etwa zehn Prozent. Datenlieferanten mit umfangreichen Datenbeständen für Navigationsgeräte sind zum Beispiel Navteq und Tele Atlas. Die Schulkartografie als „Basiskartografie für jedermann“ und als ehemaliges Pionierfeld der analogen Kartografie nimmt noch heute (2013) einen beachtlichen Platz in der Verlagskartografie ein.
Während in der DDR die Entwicklung der Schulkartografie zentral von der Volksbildung bzw. vom Schulwesen über den Volk und Wissen Verlag (Berlin) und den Verlag VEB Hermann Haack (Gotha) gesteuert wurde, wurden Schulbücher in Westdeutschland vor allem gemäß den Vorgaben von Verlagen hergestellt. In Gesamtdeutschland (ab 1990) wurde dieses Prinzip in der Herstellung von kartografischen Unterrichtsmitteln beibehalten, sodass heutzutage (im angebrochenen Zeitalter der Geomatik) auf der Grundlage von Rahmenlehrplänen vorwiegend durch einschlägige Schulbuchverlage in Zusammenarbeit mit Fachwissenschaftlern und pädagogischen Beratern kartografische Medien entwickelt werden.
Als Schulbuchverlage, die Schulatlanten und Schülerhandkarten in Deutschland produzieren, sind beispielsweise Cornelsen/Volk und Wissen (Berlin), Klett-Perthes (Gotha) und Westermann (Braunschweig) zu nennen. Die Verlage Klett-Perthes und Westermann sind auch in der Entwicklung von Schulwandkarten führend.

## Neue Entwicklungen
Neben den kostenpflichtigen Daten der kommerziellen Datenanbieter entstehen im Zuge der Weiterentwicklung der Internet-Dienstleistungen auch frei verfügbare Geodatenbanken, die in nicht-kommerziellen Projekten aufgebaut und gepflegt werden. Als Beispiel sei hier OpenStreetMap genannt. Die kartografischen Qualitätsansprüche sind zwar zumindest in der Entstehungsphase nicht gewährleistet, aber die Aktualität übertrifft in einigen Gebieten bereits die der großen Geodaten-Anbieter.

## Organisationen
- Internationale Kartographische Vereinigung (IKV bzw. ICA/ACI)
- Deutsche Gesellschaft für Kartographie
- Verband der kartografischen Verlage in Deutschland[12]
- Arbeitsgemeinschaft der Vermessungsverwaltungen der Länder der Bundesrepublik Deutschland (AdV)
- Österreichische Kartographische Kommission (Arbeitsgruppe der ÖGG)[13]
- Schweizerische Gesellschaft für Kartografie[14]

## Film
- Christopher Gerisch: Die Vermessung der Erde. tv-Dokumentation, 87 Minuten, Deutschland, 2018, ZDF / Der Spiegel. Sprecher ist der Physiker Lesch. (Der Film gibt einen Überblick der historischen Entwicklung der Kartographie und deren Instrumente mit u. a. diesen Beispielen: Tabula Peutingeriana, Ebstorfer Weltkarte, Waldseemüller-Karte, Mercator und modernen Techniken)